# 格林尼基
50°26′39″N 26°53′46″E / 50.44417°N 26.89611°E
格林尼基（烏克蘭語：Глинники），是烏克蘭西部的村莊，隸屬赫梅利尼茨基州的舍佩蒂夫卡區。該村面積2.1平方公里，海拔高度225米，2001年人口478，人口密度每平方公里227.6人。